# I Found Someone
I Found Someone è un brano musicale scritto da Michael Bolton e Mark Mangold e pubblicato originariamente come singolo dalla cantante statunitense Laura Branigan nel 1986. La canzone fu estratta dal disco Hold Me.
Il brano è stato interpretato con maggior successo dalla cantante e attrice Cher, che lo ha pubblicato nel 1987 come singolo estratto dal suo diciottesimo album, l'eponimo Cher.

## Versione di Laura Branigan

### Tracce
Singolo 7"
1. I Found Someone – 4:00
2. When – 2:43

Singolo 12"
1. I Found Someone – 4:00
2. When – 2:43
3. When the Heat Hits the Streets – 3:44

### Classifiche
| Classifica (1986) | Posizione massima |
| ----------------- | ----------------- |
| Stati Uniti       | 90                |

## Versione di Cher

### Tracce
Singolo 7"
1. I Found Someone (Album Version) – 3:43
2. I Found Someone (Extended Version) – 4:05

### Classifiche
| Classifica (1987-88) | Posizione massima |
| -------------------- | ----------------- |
| Regno Unito          | 5                 |
| Stati Uniti          | 10                |

## Altre versioni
Una versione interpretata da Michael Bolton è presente nel suo album di raccolta Greatest Hits (1985-1995) (1995).